# Pablo Amo
Pablo Amo Aguado (Madrid, 15 gennaio 1978) è un allenatore di calcio ed ex calciatore spagnolo, di ruolo difensore, tecnico dell'Al-Arabi.

## Carriera
Amo cresce nel settore giovanile dell'Atlético Madrid e del Moscardó, prima di lasciare la capitale e di trasferirsi nelle Asturie, a Gijón, per giocare nella squadra filiale dello Sporting Gijón.
Dopo due stagioni nello Sporting Gijón B, nel 1999 Amo viene promosso in prima squadra in Segunda División.
Nel 2002 firma un contratto valido per cinque anni con il Deportivo La Coruña, squadra della Primera División allenata da Javier Irureta.
Nella prima stagione non scende mai in campo ma vince la Supercoppa spagnola.
Esordisce in Primera il 20 marzo 2004, in una partita vinta per 1-0 contro il Real Murcia.
Il 28 settembre debutta in Champions League, in una partita della fase a gironi persa per 2-0 contro il Monaco. In quella competizione colleziona quattro presenze.
Amo resta al Deportivo fino al 2006, collezionando 18 presenze. Viene ceduto in prestito prima al Real Valladolid, in Segunda División, dove non colleziona nessuna presenza e poi in massima serie al Recreativo de Huelva, dove gioca 18 partite e segna un gol.
Nella stagione 2007-2008 torna al Deportivo, dove viene utilizzato più frequentemente; infatti l'allenatore Miguel Ángel Lotina lo fa scendere in campo 19 volte e Amo segna 3 gol.
Nella stagione successiva invece gioca 3 partite senza mai segnare e deve fare i conti con un infortunio al tendine d'Achille che lo tiene a lungo lontano dal campo.
Nell'estate del 2009, svincolatosi dal Deportivo, passa al Real Saragozza, con cui firma un contratto biennale. Nella sua unica stagione nel club aragonese gioca 9 partite in Primera e due partite in Coppa del Re.
Nel 2010 lascia la Spagna per giocare con il Panserraikos, squadra della Super League greca. Esordisce il 29 agosto a Salonicco contro il PAOK, in una partita persa 3-2. Il Panserraikos arriva all'ultimo posto in campionato. Amo colleziona 19 presenze e a fine stagione rimane svincolato.
Viene ingaggiato dall'Olympiakos Nicosia, squadra della massima serie cipriota.

## Palmarès

### Giocatore
- Supercoppa di Spagna: 1

Deportivo La Coruña: 2002